# Patinatge artístic als Jocs Olímpics d'estiu de 1908 - Individual masculí

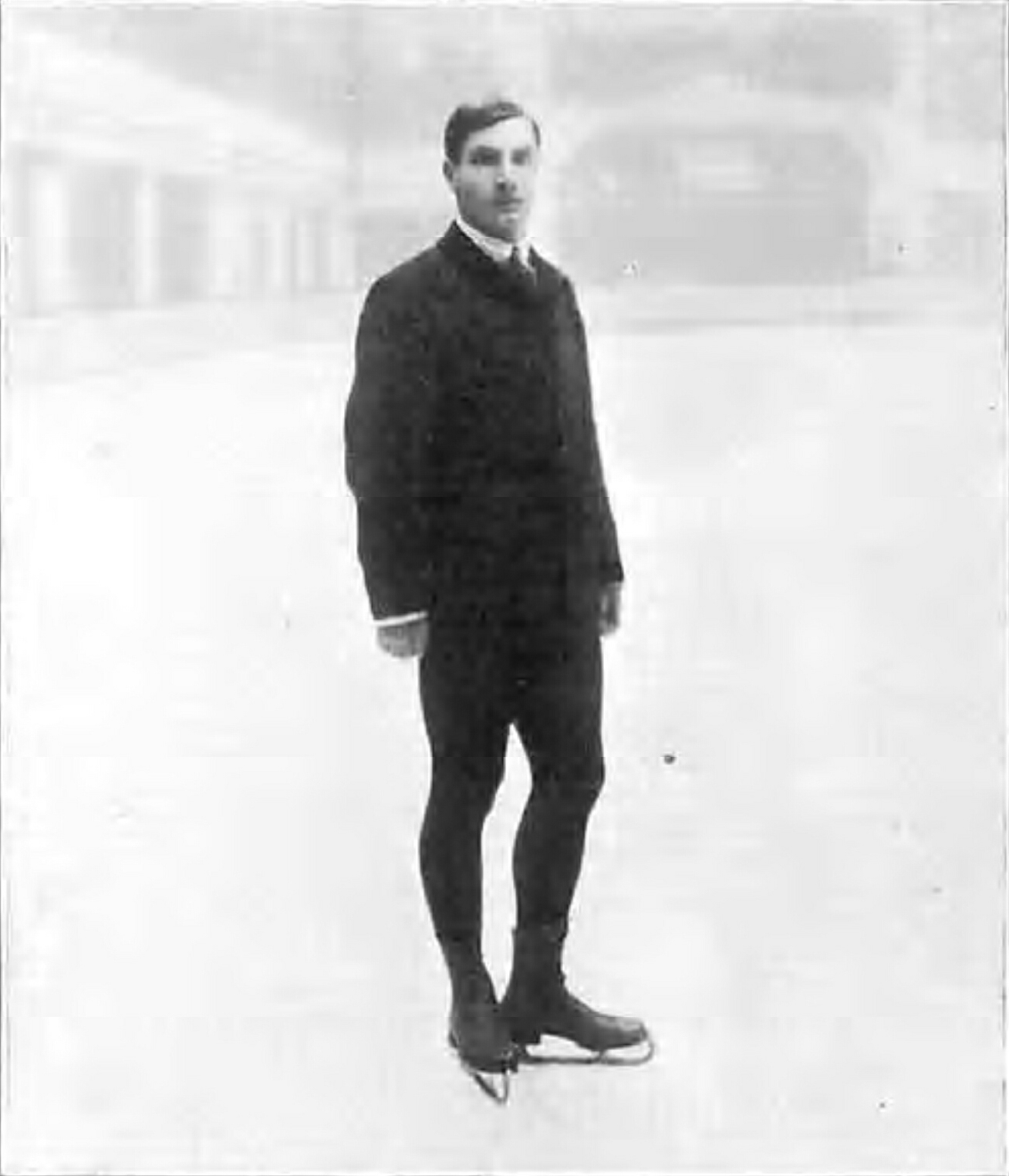
Ulrich Salchow, vencedor de la competició individual masculina.

La competició individual masculina va ser una de les quatre proves del programa de patinatge artístic disputades durant els Jocs Olímpics de Londres de 1908. La prova es va disputar el 28 i 29 d'octubre de 1908 al Prince's Skating Club de Knightsbridge i hi van prendre part 9 patinadors de 5 nacions diferents.

## Medallistes
| Or                   | Plata                   | Bronze           |
| Ulrich Salchow (SWE) | Richard Johansson (SWE) | Per Thorén (SWE) |

## Resultats
| Pos. | Patinador                | Nació        | Posicions | Punts Ordinals | Punts Totals |
| ---- | ------------------------ | ------------ | --------- | -------------- | ------------ |
| 1    | Ulrich Salchow           | Suècia       | 3 cops 1r | 7,0            | 1886,5       |
| 2    | Richard Johansson        | Suècia       | 3 cops 2n | 10,0           | 1826,0       |
| 3    | Per Thorén               | Suècia       | 4 cops 3r | 14,0           | 1787,0       |
| 4    | Keiller Greig            | Regne Unit   | 5 cops 4t | 19,0           | 1554,5       |
| 5    | Albert March             | Regne Unit   | 4 cops 6è | 29,0           | 1160,0       |
| 6    | Irving Brokaw            | Estats Units | 3 cops 6è | 30,0           | 1201,0       |
| 7    | Horatio Torromé          | Argentina    | 3 cops 6è | 31,0           | 1144,5       |
| -    | Henry Yglesias           | Regne Unit   | DNF       |                |              |
| -    | Nikolai Panin-Kolómenkin | Rússia       | DNF       |                |              |

## Jutges
Àrbitre:
- Herbert G. Fowler

Jutges:
- Henning Grenander
- Edvard Hörle
- Gustav Hügel
- Hermann Wendt
- Georg Sanders